# HP Client Automation Software
HP Client Automation Software ist ein Tool für Softwareverteilung von Hewlett-Packard mit automatisierten Routinen, wie Betriebssystem-Verteilung und -updates, Patch-Management, Anwendungs-Software deployment, Überwachung der Anwendungsnutzung und remote system management.
HP Client Automation ist in zwei verschiedenen Versionen erhältlich, die die Bedürfnisse für Kunden mit unterschiedlich großen, als auch komplexen IT-Umgebungen abdecken. HP Client Automation Enterprise liefert den wahren Soll-Zustand eines richtlinienbasierenden Geräte-Managements für weitaus mehr als 10.000 Geräte. HP Client Automation Standard liefert ein task-basiertes PC-Management mit out-of-the-box Funktionalität für bis zu 10.000 Endgeräte. Beide Versionen dieses Softwareverteilverfahrens werden als Teil der HP Software & Solutions Business Service Automation Suite als Produkte verkauft.

## Geschichte
HP Client Automation war in der Vergangenheit unter verschiedenen Namen bekannt, HP OpenView Configuration Management software, Radia und Enterprise Desktop Manager (EDM).
- 1990 – Novadigm veröffentlicht EDM – Enterprise Desktop Manager
- 1997 – Novadigm veröffentlicht Radia
- 2004 – HP übernimmt Novadigm[6]
- September 2004 – Version 4.0 Radia veröffentlicht
- April 2007 – Version 5.0 HP OpenView Configuration Management veröffentlicht
- Oktober 2007 – Version 5.1 HP Configuration Management veröffentlicht
- Juli 2008 – Version 7.20 HP Client Automation veröffentlicht
- Mai 2009 – Version 7.50 HP Client Automation veröffentlicht
- Dezember 2009 – Version 7.80 HP Client Automation veröffentlicht
- Juni 2010 – Version 7.90 HP Client Automation veröffentlicht

## HP Client Automation Standard
HP Client Automation Standard ist kreiert worden, um einfach genutzt und schnell Software verteilen zu können. Es ist für Kunden bestimmt, die bis zu 10.000 Desktops, Laptops und Thin Clients zu verwalten haben. Die Feature-List enthält das Suchen und Inventarisieren von verwalteten Geräten; Software-Verteilung; automatisiertes und stetiges Patch Management; Betriebssystem-Verteilung und -migration, gepaart mit Backup- und Restore-Möglichkeiten von personalisierten Daten; Akquisition und Verteilung von HP Softpaq systems, Verwaltung von Thin Clients und Out-of-band management (OOBM).

## HP Client Automation Enterprise
HP Client Automation Enterprise kann deutlich mehr als 10.000 Endgerätetypen verwalten. Die Enterprise-Variante kann sowohl Microsoft Windows, Mac OS X und Linux Desktops und Laptops, HP Thin Clients, als auch Windows und Linux Server bedienen.
Die HP Client Automation Enterprise Edition benutzt ein Soll-Zustandsmodell, in dem vorher definiert wird, wie das Endgerät mit Software bestückt wird. Das Ganze wird über eine Serie von Richtlinien gesteuert, während der auf dem Client installierte Agent proaktiv synchronisiert und den definierten Stand verwaltet. Dieses Modell findet einen weitaus höheren Stellenwert an Beachtung, da gleichzeitig der Umfang an Arbeit, eine IT-Umgebung zu verwalten, signifikant reduziert wird. Dies ist besonders bei Laptops effektiv, da seltene und schlechte Breitbandverbindungen die Effektivität des task-basierten Modells beschränken.